# 9584 Louchheim
A 9584 Louchheim (ideiglenes jelöléssel 1990 OL4) a Naprendszer kisbolygóövében található aszteroida. Henry Holt fedezte fel 1990. július 25-én.